# 2 Monocerotis
2 Monocerotis är en vit jätte i Enhörningens stjärnbild.
Stjärnan har visuell magnitud +5,03 och är synlig för blotta ögat vid normal seeing. 2 Monocerotis befinner sig på ett avstånd av ungefär 285 ljusår.